# Комб, Франсуаза
Франсуаза Комб (Françoise Combes; род. 12 августа 1952, Монпелье) — французский астрофизик, специалист по динамике галактик. Профессор Коллеж де Франс с 2014 года, прежде астроном Парижской обсерватории (1989—2014), член Французской АН (2004). Иностранный член НАН США (2023).

## Биография
С 1971 по 1975 год училась в Парижской высшей нормальной школе, приобрела агреже по физике. В 1980 году получила докторскую степень в Университете Париж Дидро — с диссертацией «Динамика и структура галактик». С 1975 года ассистент-профессор в Высшей нормальной школе, с 1978 по 1985 год там же ассоциированный профессор, а с 1985 по 1989 год директор её физической лаборатории. С 1983 по 1985 год также парт-тайм лектор в Университете Пьера и Марии Кюри. С 1989 по 2014 год астроном Парижской обсерватории. С 2014 года профессор Коллеж де Франс по кафедре галактик и космологии. Член Бюро долгот (2016), Европейской академии (2009), AcademiaNet (2011), почётный фелло Британского королевского астрономического общества (2013), почётный член Société Française d'Astronomie et d'Astrophysique (2015) и Американского астрономического общества (2017). Стала первой женщиной-астрономом, избранной членом Французской АН.

## Награды и отличия
- Премия IBM по физике (1986)
- Prix Petit d'Ormoy[фр.], Французская АН (1993)
- Серебряная медаль Национального центра научных исследований (2001)
- Tycho Brahe Prize[англ.], Европейское астрономическое общество (2009)
- ERC Advanced Grant (2010)
- Профессор имени Блаау, Kapteyn Astronomical Institute[англ.] (2011)
- Three Physicists Prize[англ.], Парижская высшая нормальная школа (2012)
- Petrie Prize Lecture, Канадское астрономическое общество (2013)
- Gothenburg Lise Meitner Award, Gothenburg Physics Centre (2017)[11]
- Премия Жюля Жансена (2017), высшая награда Французского астрономического общества
- Золотая медаль Национального центра научных исследований (2020)
- Премия L’Oréal — ЮНЕСКО «Для женщин в науке» (2021)

Офицер ордена Почётного легиона (2015, кавалер 2006), офицер ордена «За заслуги» (2009).